# Giuseppe De Andrea
Giuseppe De Andrea (Rivarolo Canavese, 20 de abril de 1930 — Roma, 29 de junho de 2016) foi um prelado da Igreja Católica de origem italiana que passou vinte anos como pároco nos Estados Unidos e depois vinte e cinco anos no serviço diplomático da Santa Sé.

## Primeiros anos
Giuseppe De Andrea nasceu em 20 de abril de 1930 em Rivarolo Canavese, Itália, filho de Antonio e Antonietta (Marchetti) De Andrea. Seu irmão mais velho é o arcebispo Giovanni De Andrea.
Obteve o título de licenciatura em teologia pela Pontifícia Universidade Gregoriana de Roma e o mestrado em educação pela Universidade Católica da América em Washington, DC
Foi ordenado sacerdote dos Missionários da Consolata em 21 de junho de 1953. Trabalhou como professor no Quênia de 1956 a 1958. Ele foi então incardinado na Diocese de Greensburg, Pensilvânia, em 1958, e serviu em paróquias e outras instituições por vinte anos. De 1961 a 1964, ele foi capelão e professor de teologia na Universidade Seton Hill. De 1964 a 1967, ele foi diretor da Escola Preparatória St. Joseph Hall em Greensburg, Pensilvânia.

## Anos diplomáticos e romanos
Na década de 1980, Giuseppe serviu como representante do Vaticano nas Nações Unidas. Em 1994 foi subsecretário do Pontifício Conselho para a Pastoral dos Migrantes e Itinerantes. Em 2 de dezembro de 1999, tornou-se encarregado de negócios da presença diplomática da Santa Sé no Kuwait, no Iêmen e na Península Arábica.
Em 28 de junho de 2001, o Papa João Paulo II o nomeou arcebispo titular de Anzio e núncio apostólico no Kuwait, Bahrein e Iêmen, bem como Delegado Apostólico na Península Arábica. Em 29 de novembro de 2003, foi-lhe confiada a responsabilidade adicional de Núncio Apostólico no Catar. A sua carreira diplomática terminou quando foi substituído nestes cargos por Paul-Mounged El-Hachem em 27 de Agosto de 2005.
Em 8 de janeiro de 2007, o Papa Bento XVI o nomeou membro da Congregação para a Evangelização dos Povos. Foi também vice-presidente do Departamento do Trabalho da Sé Apostólica até 13 de Outubro de 2007.
De Andrea serviu como Assessor da Ordem do Santo Sepulcro de 2008 a 2013. Em 2011-2012, após a renúncia do Grão-Mestre, Cardeal John Patrick Foley, devido a problemas de saúde, ele cumpriu as funções de Grão-Mestre até a nomeação do Cardeal Edwin O'Brien como sucessor de Foley. Ele permaneceu como avaliador honorário até sua morte.
Ele também foi cônego sênior na Basílica de São Pedro durante sua aposentadoria.
Ele morreu em Roma aos 86 anos e foi sepultado ao lado de seu irmão, o arcebispo Giovanni, no cemitério Rivarolo Canavese.